# Eochu Apthach
Eochu Apthach, (o Eochaid) dei Corcu Loigde della contea di Cork, lontano discendente di Breogán, padre di Míl Espáine (... – ...), è stato, secondo la leggenda e la tradizione storica irlandese medievale, re supremo d'Irlanda.
Prese il potere uccidendo il suo predecessore, Bres Rí. Regnò per un solo anno, durante il quale, secondo la tradizione, ci fu una pestilenza ogni mese. Fu ucciso da Finn mac Blatha, discendente di Ollom Fotla. Il Lebor Gabála Érenn sincronizza il suo regno con quello di Dario I di Persia (522-485 a.C.). Goffredo Keating data il suo regno dal 726 al 725 a.C., gli Annali dei Quattro Maestri dal 953 al 952 a.C..